# Nickel d'Urushibara
Le nickel d'Urushibara est un catalyseur pour hydrogénation à base de nickel, nommé après le chimiste japonais Yoshiyuki Urushibara qui l'a découvert en 1951 alors qu'il faisait des recherches sur la réduction de l'estrone en estradiol,,.

## Préparation
Dans un premier temps, le nickel est précipité sous forme métallique en faisant régair une solution de sel de nickel avec du zinc en excès,. Ce nickel précipité contient de relativement grandes quantités de zinc et d'oxyde de zinc. Le catalyseur est ensuite activé par réaction avec une base ou un acide. Il existe différents noms pour les différentes façons de préparer les catalyseurs au nickel d'Urushibara, les plus communs étant U-Ni-A et U-Ni-B. U-Ni-A est préparé par réaction du nickel précipité avec une acide tel que l'acide acétique. L'U-Ni-B est lui préparé par réaction avec une base telle que l'hydroxyde de sodium. Après réaction avec un acide, la plupart du zinc et de l'oxyde de zinc est dissous du catalyseur, alors qu'après réaction avec une base, il contient encore des quantité importantes des deux. Il est également possible de précipiter le nickel en utilisant de l'aluminium ou du magnésium.

## Propriétés
Le nickel d'Urushibara n'est pas pyrophorique. Il peut être utilisé pour la plupart des hydrogénation où du nickel de Raney de classe W7 (la classe la plus réactive) est utilisé.

## Variations
On peut substituer le nickel par du cobalt ou du fer pour obtenir des catalyseur différents, avec des propriétés différentes. On appelle ces catalyseurs respectivement le cobalt d'Urushibara et le fer d'Urushibara. Comme catalyseur d'hydrogénation, le cobalt d'Urushibara est utilisé pour la réduction des nitriles où il sert de catalyseur supérieur pour la production d'amines primaires. Le fer d'Urushibara est lui un catalyseur limité du fait de sa faible activité avec la plupart des groupes fonctionnels ; il est parfois utilisé pour la réduction partielle des alcynes en alcènes.